# Грейторекс, Элизабет Элеонора
Элизабет Элеонора Грейторекс (англ. Elizabeth Eleanor Greatorex; 1854—1917) — американская художница.

## Биография
Родилась 26 марта 1854 года в Нью-Йорке в семье Генри и Элизы Грейторекс.
На протяжении своей карьеры художницы она тесно сотрудничала с матерью и сестрой Кэтлин. После того, как в Колорадо в 1881 году погиб её брат, сёстры с матерью уехали во Францию. Приобрели дом в городе Море-сюр-Луан.
Элизабет писала в основном цветы и фигуративные произведения. С 1869 по 1870 год она посещала Национальную академию дизайна и была членом Нью-Йоркского гравёрного клуба. В Париже Грейторекс училась у Каролюса-Дюрана и Жан-Жака Эннера.
Она заболела во время работы в Алжире в 1881 году и вернулась в Нью-Йорк. После выздоровления Элизабет много путешествовала, часто со своей сестрой. В Нью-Йорке она вместе со своей матерью и сестрой открыла студию и преподавала искусство, а также вместе с сестрой нарисовала фрески для женской приемной в Dakota Apartments в Нью-Йорке.
Бо́льшую часть своей жизни художница была глухой. Она умерла в 1917 году в Море-сюр-Луане (по другим данным в 1897 году), где и была похоронена на семейном участке кладбища.